# Lògica lliure
La lògica lliure  (de l'anglès Free logic) és un sistema lògic sense pressupòsits existencials. És a dir, els seus teoremes són vàlids en tots els dominis, incloent-hi el domini buit.
Va ser proposada per primera vegada en la dècada dels anys cinquanta. Karel Lambert, un dels seus fundadors, va ser qui va encunyar-ne el terme. D'acord amb Lambert, l'expressió «lògica lliure» és una abreviació de «lliure de suposicions d'existència respecte als seus termes, generals o singulars».